# Brooke Langton
Brooke Langton (Phoenix, 27 novembre 1970) è un'attrice statunitense.

## Biografia
Nata a Phoenix da padre geologo e madre infermiera, inizia la sua carriera con piccole apparizioni in serie tv come Beverly Hills 90210, Baywatch e Chicago Hope. Dopo aver recitato nel ruolo di Sarah Bowen nella serie televisiva Pericolo estremo (Extreme, 1995) ed aver ottenuto un piccolo ruolo nel film del 1996 Swingers, viene ingaggiata per la parte di Samantha Reilly nella serie Melrose Place, ruolo che ricopre dal 1996 al 1998. 
Dopo l'esperienza a Melrose Place è protagonista della serie di breve durata The Net, ispirata dal film The Net - Intrappolata nella rete, in cui ha il ruolo di Angela Bennett, interpretato nel film da Sandra Bullock. Negli anni successivi ha preso parte ai film Le riserve, Gli scaldapanchina e Paura primordiale. Negli ultimi anni ha ruoli ricorrenti nelle serie High School Team e Life.

## Filmografia

### Cinema
- Terminal Velocity (1994)
- Swingers (1996)
- Reach the Rock (1998)
- Le riserve (2000)
- Kiss the Bride (2002)
- Gli scaldapanchina (2006)
- Paura primordiale (2007)

### Televisione
- Melrose Place– serie TV, 68 episodi (1996)
- Detective Monk (Monk) – serie TV, episodio 4x15 (2006)
- Life – serie TV (2007)
- The Mentalist – serie TV, episodio 5x06 (2012)
- Doppio inganno - film TV (2015)

## Doppiatrici italiane
Nelle versioni in italiano delle opere in cui ha recitato, Brooke Langton è stata doppiata da:
- Eliana Lupo in Melrose Place
- Francesca Guadagno in Detective Monk[1]
- Laura Facchin in The Glades[2]
- Laura Lenghi in Supernatural
- Francesca Fiorentini in The Closer
- Sabrina Duranti in Bones[3]
- Selvaggia Quattrini in The Last Ship[4]